# Caylus (Tarn-et-Garonne)
Caylus é uma comuna francesa na região administrativa da Occitânia, no departamento de Tarn-et-Garonne. Estende-se por uma área de 96.79 km², e possui 1.457 habitantes, segundo o censo de 2018, com uma densidade de 15 hab/km².